# Archidiecezja Mendozy
Archidiecezja Mendoza (łac. Archidioecesis Mendozensis) – archidiecezja Kościoła rzymskokatolickiego w Argentynie.

## Historia
20 kwietnia 1934 roku papież Pius XI bullą Nobilis Argentinæ Nationis erygował diecezję Mendozy. Dotychczas wierni z tym terenów należeli do diecezji (obecnie archidiecezji) San Juan de Cuyo. 10 kwietnia 1961 roku decyzją papieża Jana XXIII diecezja została podniesiona do rangi archidiecezji metropolitalnej.

## Ordynariusze

### Biskupi Mendoza
- José Aníbal Verdaguer y Corominas (1934–1940)
- Alfonso María Buteler (1940–1961)

### Arcybiskupi Mendoza
- Alfonso María Buteler (1961–1973)
- Olimpo Santiago Maresma (1974–1979)
- Cándido Rubiolo (1979–1996)
- José María Arancibia (1996–2012)
- Carlos María Franzini (2012–2017)
- Marcelo Daniel Colombo (od 2018)